# 阿爾察赫大學
阿爾察赫大學位於阿爾察赫共和國首都斯捷潘納克特，是該國最大且歷史最久的大學，建於1969年，最初為巴庫教育學院（今亞塞拜然教育大學）的斯捷潘納克特分校，1973年獲獨立地位，改稱斯捷潘納克特教育學院。
阿爾察赫大學使用俄語與亞美尼亞語教學，建校至今已設有超過60個學系，超過2萬名畢業生，與亞美尼亞等國外數所大學有所來往。